# 皮斯·奥比阿朱卢
恩基鲁卡·皮斯·奥比阿朱卢（约1954年—） 是一位尼日利亚裔前工会领袖。
奥比阿朱卢生于阿南布拉州，生名恩基鲁卡·皮斯·阿布舒克武（Nkirika Peace Abuchukwu），早年在奧尼查的学校上学。她梦想成为一名药剂师，但无力支付学费，只得在免除学费的伊巴丹的大学学院医院取得护士资格。1984年，她获得了伊巴丹大學的护理学学位，后为尼日利亚电信的卫生部门工作。同时她加入了尼日利亚电信的高级职员协会，并在1988年被选入执行委员会，又在1991年成为财务主管。她担任财务主管一职至1997年她成为工会部门的主席。
1998年，奥比阿朱卢当选为公用事业、法务公司和政府公司高级职员协会（Senior Staff Association of Utilities, Statutory Corporations and Government Companies，SSASCGOC）的副主席，她是第一位在该国家机构任职的女性。2001年，她成为该工会的主席，是尼日利亚第一位女性工会领袖。
2005年，各个高级职员协会组成尼日利亚工会大会，奥比阿朱卢当选为其主席，是第一位领导非洲工会联合会的女性。她积极参加全球工會聯盟，并与尼日利亚劳工大会的领导人密切合作。
2007年，奥比阿朱卢参加了新一届工会主席的竞选。竞选失利后她转而支持彼得·埃塞莱，后者随后当选新一届工会主席。离职后，她仍然积极参加公用事业、法务公司和政府公司高级职员协会的事务。2019年，她向该工会提交了一篇题为《就业条件和工人生产力：尼日利亚港务局40年工会工作的教训》的论文。
闲暇时间里奥比阿朱卢一直是尼日利亚四方福音教会的主日学教师及报纸专栏作家。她育有四个孩子。